# Brachypleura novaezeelandiae
Brachypleura novaezeelandiae är en fiskart som beskrevs av Günther 1862. Brachypleura novaezeelandiae ingår i släktet Brachypleura och familjen Citharidae. IUCN kategoriserar arten globalt som livskraftig. Inga underarter finns listade.